# 藤田近男
藤田 近男（ふじた ちかお、1926年4月12日 - 2005年2月6日）は、東京府出身の実業家。元キユーピー社長。

## 来歴・人物
府立三中、陸軍幼年学校、陸士を経て、水産講習所（現東京海洋大学）卒業。中島董商店入店。中島董商店から1951年にグループ会社の食品工業（現キユーピー）設立に伴い移動。1971年社長、1993年副会長、1995年取締役相談役、1999年顧問、2001年特別顧問。勲三等旭日中綬章（1996年）。2005年2月6日死去。享年79。